# Orbite sélénocentrique
Cet article concerne l'orbite d'un objet autour de la Lune. Pour l'orbite de la Lune autour de la Terre, voir orbite de la Lune.

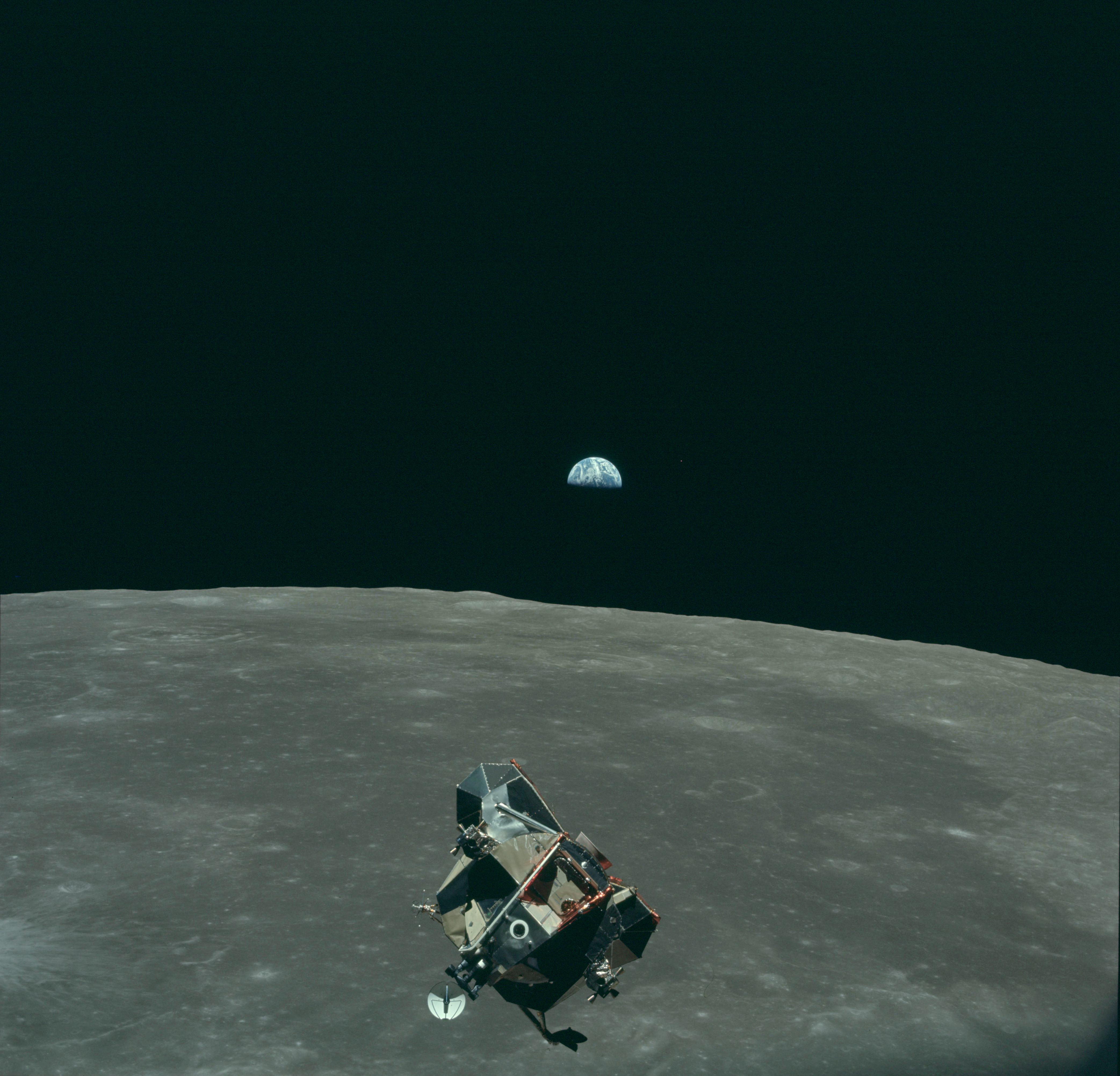
Le module Apollo 11 en orbite sélénocentrique.

En astronomie, l’orbite sélénocentrique (du grec selênê, « la lune »), ou orbite lunaire, est l'orbite d'un objet autour de la Lune.

## Terminologie
Certains programmes spatiaux comme Apollo utilisent le terme ambigu d'« orbite lunaire » (voir par exemple Rendez-vous en orbite lunaire), mais l'orbite sélénocentrique est distincte de l'orbite de la Lune autour de la Terre. L'orbite sélénocentrique se réfère à des orbites de divers engins spatiaux, habités ou non, autour de la Lune.